# Ашим
Ашим (норв. Askim) — коммуна в губернии Эстфолл в Норвегии. Административный центр коммуны — город Ашим. Официальный язык коммуны — букмол. Население коммуны на 2007 год составляло 14 472 чел. Площадь коммуны Ашим — 69,14 км², код-идентификатор — 0124.

## История населения коммуны
Население коммуны за последние 60 лет.

Статистика коммуны Ашим